# Albert Paris Gütersloh
Albert Paris Gütersloh, född 5 februari 1887 i Wien, död 16 maj 1973 i Baden, ursprungligen Albert Conrad Kiehtreiber, var huvudsakligen  bildkonstnär och författare, men även teaterman, såväl skådespelare och regissör som scenograf. Den mångsidigt begåvade Gütersloh gjorde som bildkonstnär akvareller, teckningar, oljemålningar, men även gobelängskisser, mosaikverk och glasmålningar. Motiven är främst stilleben, porträtt och landskap. Som lärare till Arik Brauer, Ernst Fuchs, Wolfgang Hutter, Maitre Leherb, Arminio Rothstein, Friedensreich Hundertwasser och Anton Lehmden betraktas han som en av de viktigaste banbrytarna för Den fantastiska realismens skola i Wien. Som författare skrev han romaner, noveller, essäer och lyrik. Med början i expressionism övergick han senare till en barock-sinnlig stil. Inga av hans verk finns ännu översatta till svenska (2016).

## Liv
Albert Konrad Kiehtreiber föddes som son till kontoristen Josef Kiehtreiber och Mathilde f. Kohlgruber i Wiens centrala stadsdel Gumpendorf. Vid 11 års ålder började han år 1898 i en gammal och ytterst ansedd, privat benediktinerskola i Melk. Efter två år flyttade han över till  Bolzanos franciskanergymnasium i Sydtyrolen. Föräldrarnas mål var att han skulle bli präst. 1904 tog han trots detta teaterlektioner under namnet Albert Matthäus och spelade på olika provinsscener i dubbelmonarkin och i Bad Reichenhall. Max Reinhardt engagerade honom vid Deutsches Theater i Berlin.
Som bildkonstnär trädde Kiehtreiber fram första gången 1909, vid 22 års ålder, då han ställde ut teckningar på något som kallades Internationalen Kunstschau  i Wien. Ytterligare utställningar följde, däribland inom Wiener Secession, men även i Frankrike, Tyskland och Italien. Efter publicerandet av sin expressionistiska roman Die tanzende Törin (1911), begav han sig till Paris som konstreporter. Där studerade han 1911–12 också måleri för Maurice Denis och började måla med olja. Tillbaka i Wien blev han elev till Gustav Klimt och hörde till denne målares krets med Egon Schiele och Josef Hoffmann. Han medverkade i tidskrifterna Der Ruf  och Die Aktion och gav 1914 tillsammans med Karl Adler ut tidskriften Der Knockabout. I krigspressens högkvarter under första världskriget lärde han känna Hugo von Hofmannsthal, Hermann Bahr, Robert Musil, Heimito von Doderer och Franz Blei. Tillsammans med Blei gav han 1918–19 ut tidskriften Die Rettung.
År 1921 ändrade Kiehtreiber officiellt sitt namn till Albert Paris von Gütersloh. Sedan 1916 hade han haft för vana att kalla sig så. Enligt Gerhard Habarta var han före 1914 verksam som skådespelare i den lilla tyska staden Gütersloh och vid samma tid varit förälskad i två flickor. Det gick därhän att han tvingades välja mellan kvinnorna. Han framstod för sig själv som den unge Paris, som en gång hade ställts inför liknande val. Från denna situation ska valet av namn ha uppkommit.
Åren 1919–21 var Gütersloh huvudregissör vid en teater i München. Samtidigt skrev han noveller och romaner och var scenograf vid Burgtheater i Wien och kyrkokonservator. År 1926 kom hans självbiografiska verk Bekenntnisse eines modernen Malers. Mellan 1930 och 1938 var Gütersloh lärare vid Kunstgewerbeschule Wien, och 1933–39 var han medlem av Wiener Secession. Under denna period tillkom mosaikarbeten och glasmålningar för några kyrkor i Wien. Då Güterslohs verk bedömdes som Entartete Kunst, beslagtog Propagandaministeriet den 25 augusti 1937 det som fanns av honom i Nazityskland. Det var två akvareller, båda på Museum Folkwang i Essen. Efter värdering blev båda zerstört [förstörda], enligt en inventarielista från den tiden. Året efter, samma år som annekteringen av Österrike, förlorade Gütersloh sin lärartjänst och fick 1940 även yrkesförbud av den likriktande riksorganisationen för konstnärer, Reichskammer der bildenden Künste.
Sedan slutet av 1920-talet hade Gütersloh befunnit sig i ett ambivalent lärare-elevförhållande till den nio år yngre österrikiske nazistiske författaren Heimito von Doderer, som också publicerade den första monografin över honom (Der Fall Gütersloh, 1930). Hösten 1938 inrättade de sig tillsammans i Trude Waehners ateljélägenhet på Buchfeldgasse 6 i wienerstadsdelen Josefstadt. Bortsett från avbrott som hade med kriget att göra (Doderer inkallades till flygvapnet 1940) gjorde de bruk av denna fram till slutet av juni 1948, då de tvingades återlämna den till Waehner. År 1962 kom det till en brytning mellan dem efter publicerandet av Güterslohs roman Sonne und Mond. Ein historischer Roman aus der Gegenwart, i vilken han hade gjort en karikatyr av Doderer genom figuren Ariovistus von Wissendrum.
Efter andra världskriget ledde Gütersloh åren 1945–62 en utbildning i målarkonst och en freskokurs vid Wiens konstakademi. Han inrättade här en utbildning i fresko- och gobelängteknik. 1953–54 blev han rektor och erhöll 1955 titeln professor. År 1945 var Gütersloh en av initiativtagarna till efterkrigstidens breda organisation Art-Club i Wien och blev åter medlem av den gamla jugendföreningen Wiener Secession, vars ordförande han var 1950–54. Är 1950 bildade han tillsammans med arkitekten Josef Hoffmann Föderation moderner bildender Künstler Österreichs  och blev 1951 organisationens förste ordförande.
Gütersloh var först gift med dansösen vid Wiener Staatsoper Emma Berger från 1914 och fram till hennes död 1917, därefter med dansösen Vera Reichert från 1921 och fram till en skilsmässa 1932. I det andra äktenskapet föddes Wolfgang Hutter, som blev bildkonstnär. Efter sin död i Baden, där han bott sedan 1970, fick han en hedersbegravning på Zentralfriedhof Wien (grupp 32 C, nummer 35).
Till hundraårsdagen av hans födelse 1987 tryckte postverket i Österrike upp en frimärksserie till hans minne. Sedan 2006 är gatan Güterslohgasse uppkallad efter honom i wienerstadsdelen Donaustadt.

## Verk

### Offentliga samlingar
- Leopold Museum, Wien: 
  - Stilleben mit Sessel (Stilleben med fåtölj, 1912), olja på duk, 60,7 x 60 cm
  - Frau mit Kind (Kvinna med barn, 1913), olja på duk, 68,3 x 55,7 cm
  - Frauenbildnis (Kvinnoporträtt, 1914), olja på duk
- Wien Museum:
  - Selbstbildnis vor der Staffelei (Självporträtt framför staffliet, 1913), olja på duk
- Phantastenmuseum, Wien, som förelöpare till Den fantastiska realismens skola i Wien

### Glasmålningar och mosaikarbeten
- Glasmålning och mosaik i Mauers församlingskyrka (1934).[14]
- Glasmålning och mosaik i Sandleitens församlingskyrka (1935).[15]
- Glasmålning som framställer de fyra kardinaldygderna i Kirche Namen Jesu (1950).[16]

### Bildgalleri

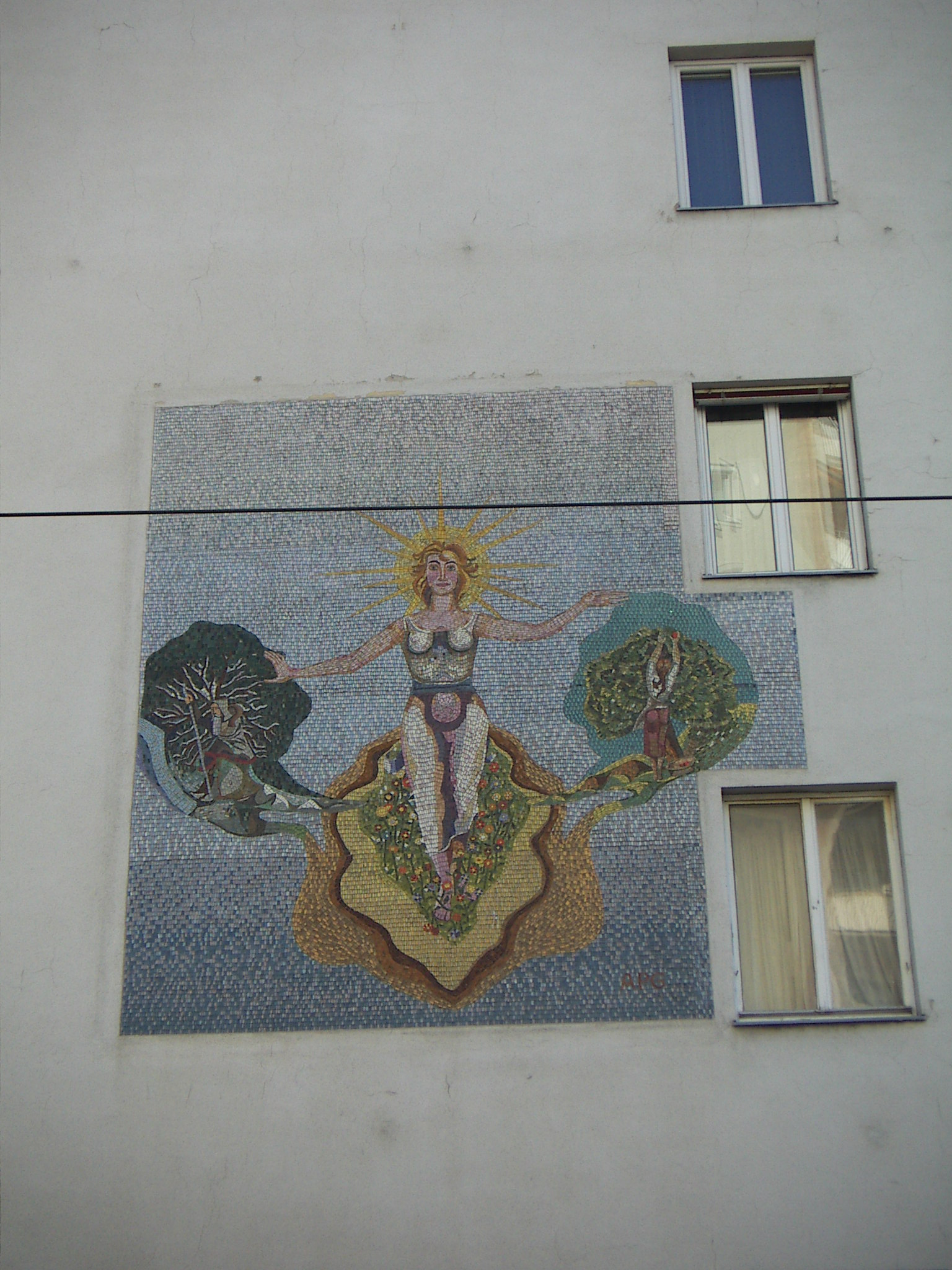
Väggmosaik av Albert Paris Gütersloh vid Dag Hammarskjöld-Hof i wienerstadsdelen Floridsdorf.
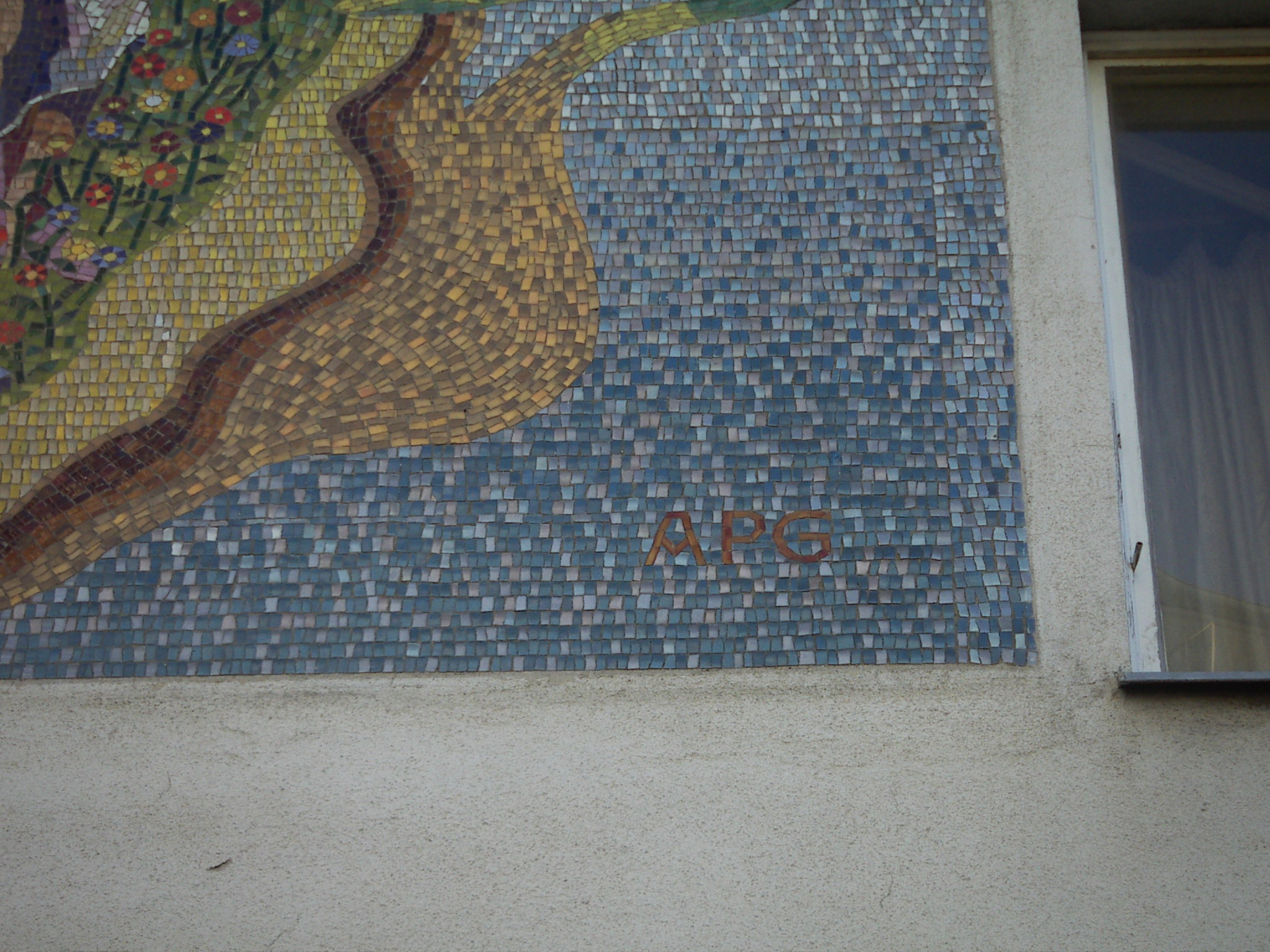
Detalj av samma arbete.

### Litterära verk
Essäer
- Egon Schiele (1911)
- Bekenntnisse eines modernen Malers (1926)
- Zur Situation der modernen Kunst (1963)

Romaner
- Die tanzende Törin (1911)
- Der Lügner unter Bürgern (1922)
- Innozenz oder Sinn und Fluch der Unschuld (1922)
- Eine sagenhafte Figur (1946)
- Sonne und Mond. Ein historischer Roman aus der Gegenwart (1962)
- Die Fabel von der Freundschaft (1969)

Noveller
- Die Vision vom Alten und vom Neuen (1921)
- Die Fabeln vom Eros (1947)

Dikter
- Musik zu einem Lebenslauf (1957)

Brev
- Heimito von Doderer / Albert Paris Gütersloh: Briefwechsel 1928–1962 (Biederstein Verlag, München, 1986)

### Fotnoter
1. ↑  Stiftsgymnasium Melk med traditioner från 1100-talet.
2. ↑  Franziskanergymnsaium Bozen grundat i Norditalien av Maria Teresia av Österrike i oktober 1780.
3. ↑  Betyder "Internationell konstvisning"
4. ↑  Betyder "Den dansande tokan".
5. ↑  Betyder "Ropet"
6. ↑  Betyder "Räddningen"
7. ↑  Münchner Schauspielhaus
8. ↑  Betyder "En modern målares bekännelser".
9. ↑  Nuvarande Universität für angewandte Kunst Wien. Angewandt=tillämpad. Motsvarar konstfack.
10. ↑  Se FUB: Beschlagnahmeinventar.
11. ↑  Efter Anschluß 1938 bedömdes många konstnärers arbeten och yrkesverksamhet på detta vis för att främja "äkta kultur och konst" i Tredje riket.
12. ↑  Betyder "Sol och måne. En historisk samtidsroman".
13. ↑  En "federation" för moderna bildkonstnärer i Österrike
14. ↑  Pfarrkirche Mauer (Mauers församlingskyrka) tillhör den romersk-katolska kyrkan och är en gammal kyrkobyggnad i wienerstadsdelen Liesing.
15. ↑  Pfarrkirche Sandleiten (Sandleitens församlingskyrka) är en romersk-katolsk kyrka som uppfördes under den katolska austrofascismens era på 1930-talet i Wiens arbetarstadsdel Ottakring.
16. ↑  Jesu Namns Kyrka (Kirche Namen Jesu) är en romersk-katolsk församlingskyrka från 1950. Den ligger på Darnautgasse 3 i wienerstadsdelen Meidling.